# پیگ‌رانی
پیگ (از انگلیسی PIG که سرنام Pipeline Inspection Gauge است) وسیله‌ای است مورد استفاده در لوله‌های انتقال سیالات از جمله لوله‌های آب، فاضلاب، انتقال نفت و انتقال گاز. از پیگ معمولاً برای اهداف زیر استفاده می‌شود:
- تمیزکاری لوله
- ایجاد حائل فیزیکی بین دو سیال متفاوت
- نظارت بر بدنه لوله
- ضبط اطلاعات هندسی خط لوله

به کار استفاده از پیگ در داخل لوله‌ها، «پیگ‌رانی» گفته می‌شود. پیگ‌رانی بدون متوقف کردن جریان سیال امکان‌پذیر است.
پیگ‌های اولیه تنها برای تمیز کردن لوله – به عنوان روشی کم‌هزینه و سریع – مورد استفاده قرار می‌گرفته‌اند؛ و در حال حاضر نیز پیگ‌رانی معمولی (تنها برای تمیزکاری) استفادهٔ فراوانی دارد.
پیگ‌رانی هوشمند، توسط پیگ‌های هوشمند انجام می‌شود که وظایفی از قبیل نظارت بر بدنهٔ لوله و ضبط اطلاعات هندسی لوله را نیز به عهده دارند.

## پیگ عمومی
پیگ‌ها دارای دیسک‌ها و برس‌هایی هستند که دیوارهٔ داخلی لوله را تمیز می‌کنند. همچنین ذرات معلق و اضافی موجود در سیال به دلیل اغتشاش و جریان گردابی به وجود آمده در سیال جابه‌جا می‌شوند.
پیگ‌های عمومی (Utility PIGs)، دارای اندازه‌های مختلف و تعداد سرها (cops) و تعداد برس‌های مختلف است که انتخاب آن‌ها برای کاربردهای مختلف، متفاوت است.
پیگ به وسیلهٔ تلهٔ فرستنده (PIG Launcher) وارد خط لوله شده و پس از آن، به وسیلهٔ فشار جریان معمول سیال، داخل لوله حرکت می‌کند؛ تا در انتهای خط لوله، به تلهٔ گیرنده (PIG Catcher) برسد.
پیگ‌رانی در موارد بسیاری از قبیل مخلوط، ذخیره‌سازی، صنایع روان‌سازی، نقاشی، مواد شیمیایی، لوازم بهداشتی، غذایی، خطوط انتقال نفت و گاز و... مورد استفاده قرار می‌گیرد.
از جمله مزایای استفاده از پیگ‌رانی می‌توان به صرفه جویی، عدم نیاز به شستن با جریان سریع، ایجاد قابلیت نمونه‌برداری سریع و قابلیت استفاده از کنترل‌گر منطقی برنامه‌پذیر یا پی‌ال‌سی (PLC یا Programmable Logic Controller) اشاره کرد.
در روش‌های قدیمی، تنها راه اطمینان از خالی شدن لوله از محتویات آن، شستن با جریان سریع با آب یا حلال بود، که مشکلاتی را به دنبال دارد. استفاده از پیگ رانی علاوه بر صرفه‌جویی و جلوگیری از این مشکلات، از اثرات مخرب زیست‌محیطی روش‌های قدیمی جلوگیری می‌کند.
تمامی سیستم‌های پیگ‌رانی قابلیت دریافت پیگ در قسمت پرتاب‌کننده را دارند، تا در مواردی که راه پیگ مسدود شده، پیگ به نقطهٔ شروع بازگردانده شود. درصورتی‌که نیاز به باز کردن لوله باشد، قبل از بازکردن، تخلیهٔ فشار لوله انجام می‌شود. با این وجود، باز کردن لوله خطراتی به همراه دارد.

## توپک
توپک‌ها (spheres) یکی از انواع پیگ‌ها هستند که گاهی به غلط، به تمام انواع پیگ، توپک گفته می‌شود. توپک‌رانی (sphering) نیز راندن توپک در خط لوله است که یکی از انواع پیگ‌رانی است.

## انواع پیگ
پیگ‌ها را از نظر شکل ظاهری می‌توان به 6 دسته تقسیم کرد:
1-	ژل پیگ‌ها:
ژل‌پیگ‌های شیمیایی، بر پایهٔ آب، هیدروکربن و اسید هستند، انعطاف‌پذیری مناسبی دارند و معمولاً جهت پاک‌سازی آب و روغن مورد استفاده قرار می‌گیرند. مزیت پیگ‌های شیمیایی نسبت به پیگ‌های مکانیکی آن است که در لوله گیر نمی‌کنند و زیست‌تجزیه‌پذیر هستند.ب
2-	 پیگ‌های بدنه فلزی:
پیگ‌های بدنه‌فلزی یا میله‌ای یا محوری، در طیف گسترده‌ای از نظر تعداد سر (کاپ)، برس یا تجهیزات، تولید و به‌کار گرفته می‌شوند.
3-	پیگ‌های توپر ریختگی:
برای خطوط هیدروکربن و آب و برخی از محصولات پتروشیمی و نیز خطوطی که قبلاً پیگ‌رانی نشده اند قابل استفاده است.
4-	توپک‌ها:
برای جداسازی سیال و عبور از زانوئی کمتر از 3D قابل استفاده است.
5-	پیگ‌های اسفنجی:
جهت خشک کردن خطوط از مایعات و انتقال برخی از سیالات بر پایهٔ هیدروکربن و آب مناسب است و محدودیتی در عبور از بندهای کمتر از 3D ندارد.
6-	پیگ‌های خاص:
در شرایط عملیاتی خاص، در مواردی که استفاده از پیگ‌های رایج امکان پذیر نباشد؛ پیگ‌های ویژه‌ای طراحی و تولید می‌گردد.
مهم‌ترین این پیگ‌ها عبارتند از:
پیگ‌های تراشندهٔ رسوبات سخت و کریستالی (Decaling pin type)
قطارهای چند منظوره (Pig Train)
پیگ‌های انعطاف پذیر (Universal Joint)
پیگ‌های دو و چند اندازه‌ای (Dual & Multi Size)
پیگ‌های ترکیبی (Combination)
پیگ‌های انتقال حلال و مواد شیمیائی

## ابزارهای کاربردی برای پیگ
در کنار استفاده از پیگ‌ها می‌توان از ابزارهای کمکی و جانبی دیگری استفاده نمود که کاربری پیگ‌ها را افزایش می دهند . این ابزارها می‌توانند قابلیت‌های متفاوتی داشته باشند و با اتصال به پیگ در حین پیگ رانی وظیفه خود را انجام می دهند .
نمونه‌ای از مهمترین این ابزارها عبارتند از:
- داده بردار خط لوله (Data Logger) ، دستگاهی می‌باشد که با اتصال به پیگ می‌تواند اطلاعات محیط داخل لوله را داده برداری کند . داده بردارها قابلیت استخراج دمای سیال در طول خط لوله و همچنین سنجش فشار داخل خط را دارا می‌باشند. این اطلاعات برای شناسایی وضعیت خط لوله بسیار ضروری می‌باشند. بعضی از انواع داده بردارها قابلیت تعیین اختلاف فشار دو سر پیگ و همچنین تعیین شتاب پیگ را نیز دارا می‌باشند که در شناسایی نقاط آسیب دیده خط لوله و صحت عملیات تمیزکاری بسیار مفید خواهند بود.
- ارزیاب شرایط خط لوله  (Pipeline Condition Meter)، به اختصار PCM، اولین نمونه‌ي ایرانی دستگاه‌های داده‌بردار خط لوله است که به منظور بازرسی درون‌خط طراحی و ساخته شده است. این دستگاه درون پیگ‌های تمیزکاری قرار گرفته و داده‌های دما، فشار، اختلاف فشار دو سر پیگ و شتاب حرکت پیگ را در طول خط لوله ثبت می‌کند. بهره‌بردار خطوط لوله با استفاده از تحلیل داده‌های ثبت‌شده می‌تواند سیستم مدیریت یکپارچگی خطوط لوله را اجرا کند.
- پیگ یاب (PIG Locator)، دستگاهی می‌باشد که به کمک آن می‌توان موقعیت پیگ را داخل خط لوله بدست آورد . همچنین می‌توان با نصب قطعاتی بر روی خط لوله از عبور پیگ از آن نقاط نیز اطمینان حاصل کرد . با توجه به اینکه در عملیات پیگرانی امکان گیر کردن پیگ داخل خط وجود دارد پیدا کردن مکان پیگ از اهمیت خاصی برخوردار است .

## پیگ هوشمند
پیگ هوشمند (Intelligent PIG یا Smart PIG)، به عنوان تنها وسیله برای حمل ابزارهای تست غیرمخرب، پیگی است که وظیفهٔ جمع‌آوری اطلاعات مختلفی راجع به مسیر حرکت خود را بر عهده دارد.
فناوری‌های مختلفی در پیگ‌های هوشمند مورد استفاده قرار می‌گیرند که بر اساس نیازهای تعریف شده و طراحی پیگ، قابلیت‌های پیگ تعریف می‌شوند. این قابلیت‌ها شامل تشخیص حفره (pitting)، خوردگی (corrosion)، ترک (crack)، آثار جوشکاری می‌شود.
نشتی شار مغناطیسی (MFL یا Magnetic Flux Leakage) و مافوق صوت (Ultrasonics) دو روش نظارت بر بدنهٔ لوله هستند. همچنین پیگ‌های کولیسی، (Caliper PIGs) قابلیت اندازه‌گیری کروی لوله برای پیدا کردن شکست‌ها و تغییر شکل‌ها و به‌طور کلی ضبط اطلاعات هندسی لوله را دارند.
به وسیلهٔ روش‌های فوق می‌توان مکان عیوب، نوع و اندازهٔ آنان را تعیین کرد و با حفاری محل عیوب ایجاد شده به رفع آن‌ها پرداخت. همچنین به وسیلهٔ ایجاد نقشهٔ عیوب، می‌توان ایجاد نشتی‌ها و عیوب را پیش‌بینی کرد.
لازم است قطعات الکترونیکی این نوع پیگ، برای جلوگیری از ورود محتویات خط لوله و در برخی موارد به دلیل وجود مواد خورنده و با دمای بسیار بالا، به‌طور کامل آب‌بندی شوند.
توان دستگاه از طریق باتری‌های آب‌بندی شده تأمین می‌شود؛ و ضبط اطلاعات می‌تواند به طرق مختلف از جمله بر روی نوار قیاسی (آنالوگ) با فرم حلقه فیلم (reel-to-reel format) نوار رقومی (دیجیتالی) یا حافظهٔ حالت جامد (solid state memory) انجام شود.
درصورتی‌که ایجاد ارتباط مستقیم با بیرون لوله، به دلیل فاصلهٔ زیاد یا جنس لوله امکان‌پذیر نباشد، می‌توان با استفاده از دستگاه‌هایی مثل کیلومتر شمار (odometer)، ژیروسکوپ و... می‌توان مسیر طی شده را به‌طور کامل مشخص نمود.
تایید اطلاعات داخل پیگ، به وسیلهٔ حسگرهایی که بر روی سطح خارجی لوله نصب می‌شوند و عبور پیگ را از طریق روش‌های صوتی یا میدان مغناطیسی، تشخیص می‌دهند، انجام می‌شود. همچنین امکان استفاده از سامانهٔ موقعیت‌یاب جهانی (GPS)، در این حسگرها وجود دارد.

## پیگ در ایران
با تحقیق خبرهای منتشر شده در مورد پیگ‌رانی هوشمند در ایران، این‌گونه برداشت می‌شود که خریداری پیگ‌های هوشمند از خارج از کشور، هزینه‌های زیادی را می‌طلبد (1500 دلار در هر کیلومتر ) و از طرفی، احساس نیاز به استفاده از پیگ‌رانی هوشمند باعث شده است، تحقیق و ساخت پیگ هوشمند توسط متخصصین ایرانی پیگیری شود.
با این وجود، از آنجا که استفاده از پیگ‌رانی هوشمند – چه خارجی و چه ساخت داخل – هنوز در کشور ما بسیار محدود است و پیگ‌رانی معمولی، استفادهٔ گسترده‌ای دارد، که تمامی موارد آن قابلیت ارتقاء به پیگ‌رانی هوشمند را دارند.